# Абдуллаєв Аріф Ядулла-огли
Аріф Абдуллаєв (азерб. Arif Yadulla Abdullayev; нар. 28 серпня 1968, Баку) — азербайджанський борець вільного стилю, чемпіон світу, триразовий бронзовий призер чемпіонатів Європи, учасник двох Олімпійських ігор.

## Біографія
Боротьбою почав займатися з 1983 року разом зі своїм молодшим братом Наміком (майбутнім триразовим чемпіоном Європи, олімпійським чемпіоном) у тренера Вагіда Мамедова. Виступав за борцівський клуб «Нефтчі-Петрол» та «Динамо» з Баку.
Після завершення активних виступів на борцівському килимі перейшов на тренерську роботу. У 2007 році став другим тренером молодіжної збірної Азербайджану. Невдовзі став головним трененром цієї команди. Займам посаду головного тренера молодіжки до липня 2014 року, коли його замінив Сайпулла Абсаїдов.

## Спортивні результати на міжнародних змаганнях

### Виступи на Олімпіадах
| Змагання                    | Збірна      | Вагова категорія | Місце |
| --------------------------- | ----------- | ---------------- | ----- |
| Літні Олімпійські ігри 1996 | Азербайджан | 57 кг            | 10    |
| Літні Олімпійські ігри 2000 | Азербайджан | 58 кг            | 9     |

### Виступи на Чемпіонатах світу
| Змагання                        | Збірна      | Вагова категорія | Місце  |
| ------------------------------- | ----------- | ---------------- | ------ |
| Чемпіонат світу з боротьби 1995 | Азербайджан | 57 кг            | 8      |
| Чемпіонат світу з боротьби 1997 | Азербайджан | 58 кг            | 7      |
| Чемпіонат світу з боротьби 1999 | Азербайджан | 58 кг            | 22     |
| Чемпіонат світу з боротьби 2001 | Азербайджан | 58 кг            | 6      |
| Чемпіонат світу з боротьби 2002 | Азербайджан | 60 кг            | 8      |
| Чемпіонат світу з боротьби 2003 | Азербайджан | 60 кг            | Золото |

### Виступи на Чемпіонатах Європи
| Змагання                         | Збірна      | Вагова категорія | Місце  |
| -------------------------------- | ----------- | ---------------- | ------ |
| Чемпіонат Європи з боротьби 1995 | Азербайджан | 57 кг            | Бронза |
| Чемпіонат Європи з боротьби 1996 | Азербайджан | 57 кг            | Бронза |
| Чемпіонат Європи з боротьби 1997 | Азербайджан | 58 кг            | 10     |
| Чемпіонат Європи з боротьби 1998 | Азербайджан | 58 кг            | 10     |
| Чемпіонат Європи з боротьби 1999 | Азербайджан | 58 кг            | 9      |
| Чемпіонат Європи з боротьби 2002 | Азербайджан | 60 кг            | Бронза |

### Виступи на інших змаганнях
| Змагання                                                    | Збірна      | Вагова категорія | Місце  |
| ----------------------------------------------------------- | ----------- | ---------------- | ------ |
| Олімпійський кваліфікаційний турнір з вільної боротьби 2000 | Азербайджан | 58 кг            | Срібло |
| Олімпійський кваліфікаційний турнір з вільної боротьби 2000 | Азербайджан | 58 кг            | 4      |
| Гран-прі Німеччини з боротьби 2004                          | Азербайджан | 66 кг            | 10     |